# Corinna Danzer

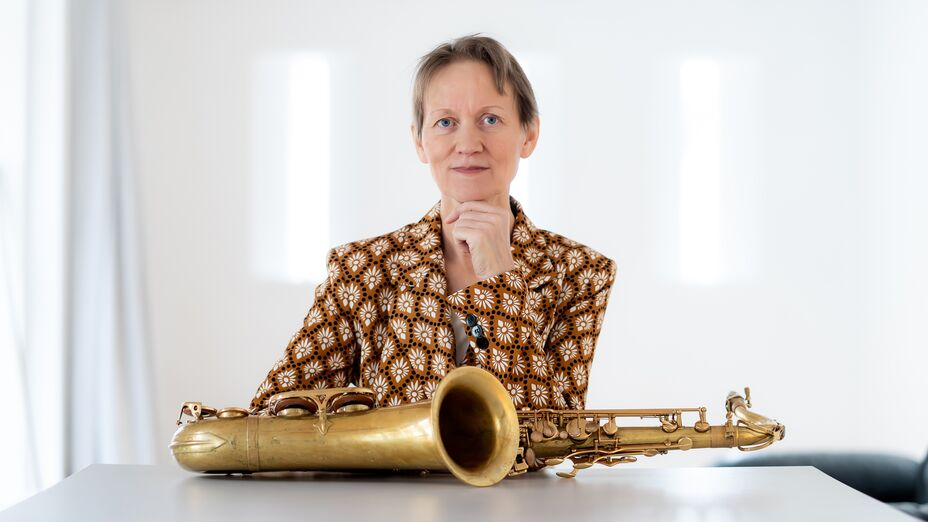
Corinna Danzer (2023)

Corinna Danzer (* 1962) ist eine deutsche Jazzsaxophonistin.

## Leben und Wirken
Danzer studierte an der Amsterdamer Hochschule der Künste (Abschluss 1991) und zog dann nach Frankfurt am Main. Noch im selben Jahr erhielt sie das damals zum ersten Male vergebene Jazz-Arbeitsstipendium der Stadt Frankfurt und spielte mit Musikern wie Emil Mangelsdorff, Markus Becker, Manfred Bründl, Annemarie Roelofs, Norbert Scholly, Adrian Mears oder Anke Helfrich. Mit dem Gitarristen Martin Lejeune gründete sie das Corinna Danzer/Martin Lejeune Quartett. Weiterhin gehört sie neben ihrem Mann Jonas Lohse zur Band Jonas and his Jivin’ Five, zu Wilson de Oliveiras Frankfurt Jazz BigBand und zum Projekt Harlem am Main. Daneben arbeitete sie mit der Hr-Bigband und nahm dort an Produktionen mit Toots Thielemans, Benny Golson, Kenny Burrell, Ernie Watts und Ingrid Jensen teil.
Als Mitglied des United Women’s Orchestra und der Polish-German Jazz Connection von Vitold Rek hatte Danzer zahlreiche Festivalauftritte. Außerdem arbeitet sie auch als Theatermusikerin (Staatstheater Saarbrücken, sowie in einer Jazzfassung von Peter und der Wolf mit den Frankfurt Jazz Hunters und Cornelia Niemann). Weitere Schwerpunkte ihrer Arbeit liegen in der Pädagogik und in der Jazzvermittlung. Sie engagiert sich bei der Deutschen Jazzunion (ehemals Union Deutscher Jazzmusiker, UDJ), für die sie seit 2018 im Bundesfachausschuss Bildung des Deutschen Musikrats sitzt. An der HfMdK Frankfurt ist sie Mit-Initiatorin des Projektseminars „Jazz in die Grundschule“.
Corinna Danzer erhielt 2023 den Hessischen Jazzpreis als vielseitige Musikerin und leidenschaftliche Jazzpädagogin. „Mit ihrer Spielfreude fasziniert sie nicht nur die Zuhörenden, sondern schafft es auch immer wieder, die Perspektiven von Musikerinnen und Musikern, Studierenden, Kindern und deren Musiklehrerinnen und -lehrern zusammenzubringen – bei stets hoher musikalischer Qualität und künstlerischem Anspruch“.
Corinna Danzer ist eines von vier Kindern des deutschen Mathematikers und Hochschullehrers Ludwig Danzer und Enkelin des Sachbuchautors Paul Danzer.

## Diskographie (Auswahl)
- „Jazzmädchenreport – Teil 1“ (mit Martin Lejeune)
- „Virgo Supercluster“ (mit United Women’s Orchestra)
- „Hazzazar“ (mit Hannsjörg Scheidt)